# Alain Guais
Alain Guais (né le 28 février 1966 en Maine-et-Loire) est un constructeur français de décors cinématographiques.

## Biographie
Après une formation d'ébéniste qu'il exerce plusieurs années, se dirige vers le cinéma. Après avoir participé à la construction de décors pour la télévision, devient chef constructeur pour le cinéma pour différents films dont :
- 1994 : Les Cordier, juge et flic (constructor - 1 episode)
- 1997 : L'histoire du samedi (carpenter - 1 episode)
- 1997 : Une femme sur mesure (carpenter)
- 1998 : Madeline (dressing props)
- 1999 : Je règle mon pas sur le pas de mon père (assistant décorateur)
- 1999 : Kennedy et moi (construction manager)
- 2001 : Le Fabuleux Destin d'Amélie Poulain
- 2002 : La Vérité sur Charlie (dressing prop)
- 2004 : Un long dimanche de fiançailles
- 2005 : Clara Sheller (série télévisée) (construction coordinator - 6 episodes)
- 2008 : Astérix aux Jeux Olympiques
- 2009 : Micmacs à tire-larigot
- 2011 : La Nouvelle Blanche-Neige (construction coordinator)
- 2014 : Yves Saint Laurent (construction chief)
- 2017 : Hochelaga, terre des âmes (assistant art director)
- Hide [null Special effects] 1999 Astérix & Obélix contre César (special effects assistant)